# 平山寿三郎
平山寿三郎（ひらやま じゅさぶろう、1933年 - ）は、日本の時代小説家。
1933年、東京都生まれ。千葉県立佐倉高等学校卒業後、出版販売業や外食産業に従事し、1993年、定年退職後執筆活動をはじめる。1998年に『東京城残影』（講談社刊）で第9回・時代小説大賞を受賞。

## 作品
- 『雲、西南に流る』 (講談社) ISBN 4062126605
- 『東京(とうけい)城残影』 (講談社) ISBN 4062732556
- 『明治ちぎれ雲』 (講談社) ISBN 406211951X
- 『明治おんな橋』 (講談社) ISBN 4062736950
- 『女人しぐれ』 (講談社)  ISBN 4062105438